# Стройная ночница
Стройная ночница (лат. Myotis formosus) — летучая мышь из рода ночницы семейства гладконосых летучих мышей. Предпочитает горные леса, встречается по всей Центральной, Юго-Восточной и Восточной Азии, от Афганистана до японского острова Цусима. Длина её тела около 5 сантиметров и она отличается от большинства родственных видов желтоватой окраской.

## Внешний вид и строение
Длина тела с головой от 4,3 до 5,7 см, длина хвоста от 3,6 до 5,6 см и длину предплечья от 4,3 до 5,2 см. Все около 15 г. Окрас короткого плотного меха, покрывающего её тело, намного более желтая, чем окраска других летучих мышей, найденных в пределах ее ареала.

## Распространение и места обитания
Стройная ночница обитает в провинции Нангархар в Афганистане, в области Силхет (Бангладеш), индийских штатах и союзных территориях Пенджаб, Джамму и Кашмир, Ладакх, Химачал-Прадеш, Махараштра, Мегхалая, Джаркханд, Сикким, Уттаракханд, Западная Бенгалия, Бихар, Ассам и Мизорам, а также центральной и западной части Непала на высоте до 3000 метров. Она также известна из восточного и центрального Китая, Тайваня и Кореи, индонезийских островов Суматры, Явы, Сулавеси и Бали, а также с островов Палаван, Негрос, Сибуян и Лусон на Филиппинах. Стройная ночница встречается как в горных, так и в низменных первичных и вторичных лесах. Днюет в пещерах и дуплах деревьев, а иногда и в зданиях.

## Поведение
Стройная ночница питается насекомыми, обнаруживая их при помощи эхолокации в полёте и ловя налету. На Тайване сезон размножения начинается в марте, а пики — в мае. Самки собираются в пещерах колониями до 200 особей и приносят детёнышей с мая по июнь. Длина тела новорожденного около 2,15 сантиметра и вес 3,7 грамма. Они остаются в пещере, в то время как матери улетают на кормёжку и в течение первой недели остаются на месте рождения. После этого они начинают ползать и к третьей неделе могут совершать короткие полёты. Мать тратит много времени и сил на новорожденного, и он обычно становится самостоятельным в двухнедельном возрасте. С середины августа до начала октября летучие мыши покидают пещеру размножения и проводят зиму в спячке в других пещерах.

## Охранный статус
Этот вид имеет обширный ареал, но не слишком большую численность. Неизвестно, сокращается ли его численность, но, он по-видимому, хорошо адаптируется к разнообразной среде обитания. В Красной книге МСОП этому таксону присвоен охранный статус «Вызывающие наименьшие опасения».